# Xatílovo
Xatílovo (en rus: Шатилово) és un poble de l'óblast d'Oriol, a Rússia, segons el cens del 2010 tenia 15 habitants. Pertany al districte municipal de Verkhóvie.